# اتو آمرمان
اتو آمرمان (آلمانی: Otto Ammermann؛ زادهٔ ۷ سپتامبر ۱۹۳۲) سوارکار اهل آلمان است.